# Coccoloba northropiae
Coccoloba northropiae là một loài thực vật có hoa trong họ Rau răm. Loài này được Britton mô tả khoa học đầu tiên năm 1920.